# Bronies: Los muy inesperados fanáticos adultos de My Little Pony
Bronies: The Extremely Unexpected Adult Fans of My Little Pony (en español, Bronies: los muy inesperados fanáticos adultos de My Little Pony), formalmente titulado como BronyCon: The Documentary, es un documental de 2012 con énfasis en los bronies, los fanáticos adultos de la serie animada de 2010 My Little Pony: La magia de la amistad. La película, financiada a través de crowd-sourcing por vía Kickstarter, fue originalmente previsto para seguir al actor de voz y productor ejecutivo John de Lancie para la BronyCon de verano 2012 en Nueva Jersey, pero el proyecto se planteó mucho más de lo previsto, permitiéndole tener un alcance para traer a Lauren Faust, la creadora de la serie, y Tara Strong, la actriz de voz en la versión inglesa original del programa, los productores ejecutivos, e incluir imágenes extra para las convenciones europeas.
Esta película de 1 hora y media fue lanzada digitalmente a los partidarios de Kickstarter en enero de 2013, con planes realizados por sus creadores para que esté disponible en las películas de streaming en febrero, y más tarde se mostró la película en varios festivales cinematográficos.

## Antecedentes
La franquicia de Hasbro My Little Pony se inició en la década de 1980, ha tenido varias series de televisión animadas y películas para ayudar a promover y vender la colección asociada a la línea de juguetes. En los últimos años, ha habido cuatro "generaciones" de diseños y asociados personajes y el ambiente.
En 2010, Hasbro quiso relanzar la línea de My Little Pony, tras el éxito de la re-conceptualización de la saga Transformers, y contrató a la animadora Lauren Faust como la desarrolladora creativa, además de desarrollar el aspecto y los personajes para que aparezcan en la línea de juguetes. Faust también fue la encargada de proporcionar la programación a su nuevo canal por cable, The Hub (propiedad en conjunto con Discovery Channel). La experiencia de Faust en programas como Las Chicas Superpoderosas y Mansión Foster para Amigos Imaginarios la llevó a desarrollar una serie que tendría apelación intergeneracional a las niñas y los padres para ver la serie con ellas. Sus personajes se diseñaron para impugnar la norma de los estereotipos femeninos mientras que todavía guarda los arquetipos como figuras familiares, y poner a las ponis en situaciones más aventureras que en las anteriores entregas de My Little Pony. Faust trabajó con varios coescritores de sus shows anteriores (incluyendo a su esposo y animador Craig McCracken) y con los directores de DHX Media (anteriormente Studio B Productions) en Vancouver, British Columbia, donde se produjo la serie.
El resultado, My Little Pony: La Magia de la Amistad, fue bien recibida por los padres, pero encontró otro objetivo inesperado en la audiencia a través del tablón de imágenes de Internet, 4chan, principalmente hombres de 12 a 35 años de edad. Se expandió de forma masiva a través de Internet, los fanes llegaron a utilizar el término "brony" (un acrónimo de "bro" y "pony") para describirse. El fandom brony se atribuye por la contribución creativa de Faust, el argumento, la caracterización de los personajes, el expresivo estilo de animación basado en Flash, temas que una audiencia mayor puede apreciar, y una relación recíproca entre Hasbro, los creadores y los fanes. Hasbro inicialmente fue tomado desprevenido por esta sorpresa demográfica, pero desde entonces han llegado a aceptar los acuerdos de licencia para comercializar prendas de vestir, los medios y otras mercancías más allá de los juguetes al público.

## Sinopsis
El documental se divide en varias secciones, siguiendo principalmente al equipo de producción de las convenciones BronyCon, Galacon y BUCK a mediados de 2012. Estas partes son marcadas por varios cortometrajes, incluyendo animaciones creadas por los fanes, entrevistas con el personal creativo de la serie y los demás miembros del fandom, y otras facetas, y ver diversos efectos del fandom, incluyendo la música, el arte, los vídeos, la literatura y los juegos. El trabajo, en particular, ofrece antecedentes y las experiencias de un número de fanes, lo que explica su introducción en el fandom, las dificultades que han enfrentado al admitir esto a los demás, y el disfrute de las convenciones. Además de las imágenes en directo, el documental incluye animaciones por parte de los fanes al estilo de La Magia de la Amistad, con canciones compuestas por Arthur Sullivan; disposición por Danny O.; letras de Amy Keating Rogers, Zachary Lobertini y Faust, y cantadas por de Lancie y Strong.

## Producción
John de Lancie fue el actor de voz de Discord en la premier de la segunda temporada compuesta por 2 partes, El Regreso de la Armonía. Faust había descrito al personaje de Discord como parodia de la Q de Lancie de Star Trek: The Next Generation, aunque no había previsto que sería el actor real. Cuando el equipo de producción comenzó con el casting de los actores de voz para el personaje, encontraron que de Lancie estaba disponible, e hicieron algunas modificaciones en los gestos de Discord para ser aún más Q. Aunque en el momento de Lancie sentía que era más que otro pequeño papel cuando grabó las líneas, se sintió abrumado en las redes sociales, correo electrónico y otros más con reacciones positivas de los fanes de la serie que elogian al personaje después de la emisión del episodio. Comenzó a investigar el fandom y encontró que tenía muchas similitudes con los primeros fanes de Star Trek, en la que la mayoría de los fanes eran mujeres, en contraste con el objetivo masculino de la serie.
De Lancie posteriormente trabajó con el productor Michael Brockhoff y el director Laurent Malaquais para armar el concepto de un documental sobre el fandom, como había trabajado anteriormente con Brockhoff en otros documentales. de Lancie había hablado con Brockhoff sobre la reacción a su papel de Discord y Brockhoff sentía curiosidad por saber más, de Lancie posteriormente investigó aún más el fandom y reconoció el potencial de un documental para cubrirlos. de Lancie dijo que estaba sorprendido por la forma irrespetuosa de los medios de comunicación nacionales de como retratan al fandom brony, y decidió hacerlo "de la manera correcta". Para la financiación, el grupo optó por utilizar una campaña de Kickstarter, y en un principio se había llamado el documental "BronyCon: The Documentary". La intención era utilizar imágenes tomadas a mediados de 2012 de la BronyCon,  celebrada en el Centro de Exposiciones Meadowlands en Secaucus, Nueva Jersey, como base para la película. de Lancie sería el narrador, así como el productor de la obra.
La campaña de Kickstarter comenzó el 13 de mayo de 2012. El 16 de mayo, el proyecto ya había superado su meta de $ 60,000. Con la financiación sobrepasando el importe objetivo inicial, se anunció a finales de mayo que Tara Strong y Lauren Faust se unían al proyecto como productoras. También anunció planes para ampliar el presupuesto del proyecto, con la esperanza de aumentar la escala y la amplitud del documental, aumentando el presupuesto a $ 200,000. Esta meta se alcanzó el 4 de junio, y luego el presupuesto se incrementó a $ 270,000, un objetivo que también se cumplió. El 8 de junio, se convirtió en el cuarto proyecto cinematográfico con más fondos en Kickstarter, y se convertiría en la segunda película con más fondos en Kickstarter con un total de $ 322,022 en compromisos, sin contar las contribuciones realizadas a través de PayPal en el final de su carrera en el 10 de junio.
Debido a los fondos adicionales, los productores decidieron ampliar el ámbito de aplicación, utilizando los fondos para pagar por la tarifa a Europa para asistir a la GalaCon y B.U.C.K., dos convenciones Brony adicionales a mediados de 2012. Para reflejar el mayor alcance del proyecto más allá de la BronyCon, se anunció poco después de que el nombre de la película fue cambiado a Bronies: The Extremely Unexpected Adult Fans of My Little Pony. Gran parte de la producción hizo la pregunta "¿Por qué los chicos de 20 años de edad, ven un dibujo animado destinado a niñas de 10 años de edad? Y, ¿por qué la sociedad tiene un problema con eso?" en mente.

## Distribución
Una edición inicial de la película se ha mostrado a un público selecto en la convención Equestria LA en Los Ángeles a principios de noviembre de 2012. Algunas ediciones de última incorporación de la cobertura de la convención adicional y contribuciones de fanáticos se hicieron después, antes del lanzamiento.
La película fue lanzada digitalmente a aquellos que financiaron a Kickstarter el 19 de enero de 2013; y se lanzaron versiones home media en febrero. El personal de producción está tratando de obtener la película estrenada a través de canales digitales como Amazon.com y iTunes, además de tener a su disposición en los sitios de streaming de vídeo como Netflix. También planean mostrar la película en varios festivales cinematográficos, incluyendo el Kansas City Film Festival 2013. El canal de Estados Unidos, Logo TV, adquirió los derechos para transmitir el documental, previsto para el último trimestre de 2013.
Tras el lanzamiento digital del documental principal a los partidarios de Kickstarter, el equipo de producción había seguido trabajando en las características adicionales que habrían sido parte de un comunicado de prensa aparte. A principios de febrero de 2013, el equipo de producción anunció que debido a los altos índices de piratería de la versión digital de la comunidad brony, dejaron de seguir trabajando en estas características, afirmando que: "invertir más tiempo y energía no vale la pena". de Lancie declaró que los creadores primeramente decidieron no tomar ningún tipo de pago por el documental y en lugar de utilizar el dinero para la producción, con la expectativa de ser pagada sobre los ingresos por ventas de la obra, lo que no ocurriría la alta tasa de piratería que ellos vieron. Versiones piratas de la película de fueron reportados en YouTube y otros sitios dentro de una media hora de su lanzamiento a los partidarios, y al mismo tiempo de Lancie estima que 4,000 copias fueron vendidas digitalmente, y estima que más de 10,000 personas han visto la película. La decisión de interrumpir la producción no afecta los planes de continuar la publicación del documental en la versión home media, cumplir con las recompensas de los partidarios restantes de Kickstarter o lanzamientos adicionales en festivales cinematográficos y servicios de streaming.
La película fue lanzada en DVD y Blu-ray, con la opción de nuevas características adicionales, el 17 de febrero de 2013.

## Recepción
Aunque la película fue bien recibida por el fandom, algunos sintieron que la película se centró demasiado en ciertos aspectos del fandom e ignoran otros. Ejemplos de estos puntos de vista omitidos son: la falta de crítica de fandom por otras personas, la parte importante de fanes femeninas adultas, denominadas "pegasisters"; entre otros. Otros aficionados consideraron que el documental hizo que el concepto de ser un brony significaba que habían de ser "tratados como un tabú malentendido con el resto del mundo", y respondieron que ellos han expresado abiertamente su aprecio por el espectáculo sin reacción de los amigos y la familia. Jeneé Osterheldt de The Kansas City Star afirmó que "la película hace su trabajo" en la exhibición de las historias del fandom, y que "tienes que pensar dos veces antes de juzgar a una persona por su cutie mark".